# روجر لابوينت
روجر لابوينت هو سياسي كندي، ولد في 21 سبتمبر 1940 بفيرم نوف في كندا. حزبياً، نشط في حزب كيبيك الليبرالي. وقد انتخب عضو الجمعية الوطنية في كيبك ‏.